# Pont de Sant Josep

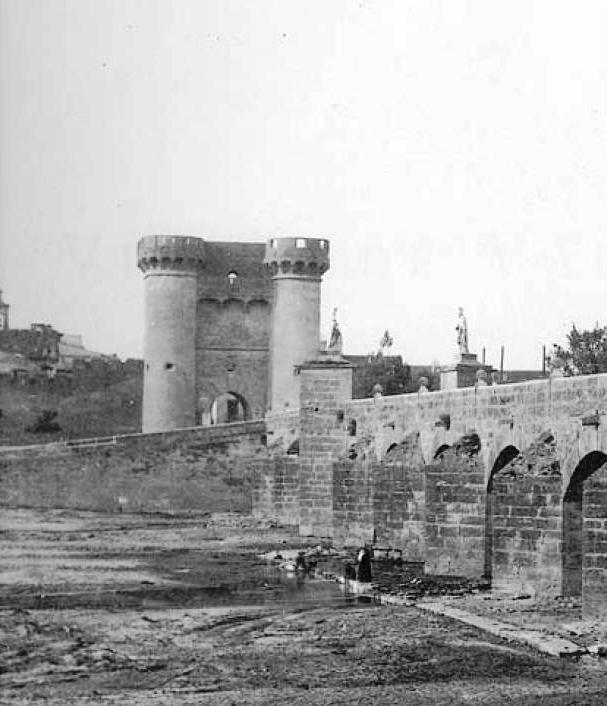
El portal Nou o de Sant Josep al final del pont de Sant Josep, en una fotografia de Claude Marie Ferrier, d'aproximadament 1860

El pont de Sant Josep és un pont de València que creua el riu Túria i connecta els barris del Carme i Marxalenes. Al sud, s'enllaça amb la plaça del Portal Nou i els carrers de Guillem de Castro, de la Blanqueria i de Salvador Giner, i al nord, ho fa amb el carrer del Pla de la Saïdia i el del Doctor Oloriz. Es construí enfront del Portal Nou o de Sant Josep, nom que rebia el portal i el pont per la proximitat del Convent de Sant Josep.
Abans de l'actual pont, hi existiren diversos ponts de palanca, construïts en fusta i que desapareixien amb cada ruiada del Túria, con al 1487 o 1500. Un pont de maçoneria construït al mateix lloc no va resistir l'avinguda de 1517. En conseqüència el Consell de la Ciutat va decidir el 1574 la construcció d'un nou pont de pedra de silleria.
Data del segle xiv, quan només seria un pont de fusta. La seua construcció en pedra es realitzaria a principis del segle xvii (1604), sota les ordres dels obrers de vila Jeroni Negret i Sebastià Gurrea. Es construí per la «Fàbrica de Murs i Valls», i es va eixamplar l'any 1906.
Possiblement el més senzill dels ponts històrics de València, les baranes rectes i sense decoració complementen l'estructura encara gòtica, però minimalista, dels pilars acabats en punta i els tretze arcs suaus i oberts. El pont, com d'altres de València, té dues estàtues religioses, però ací ni reposen dins de cap torreta, ni són situats a banda i banda del pont. En efecte, sant Josep apareix amb el seu fill treballant un tros de fusta, damunt d'un pedestal, al marge occidental del pont i a mig camí, escultura afegida l'any 1951 pels fallers i és obra d'Octavio Vicent. L'altra és d'una la Mare de Déu juga amb el seu fill dalt d'una columna, però fora del pont, a la riba septentrional, i posicionat molt més alta que no sant Josep. Existiren en aquest pont dues escultures col·locades en el segle xvii, obra del genovés Giacomo A. Ponsonelli, dels sants valencians sant Tomàs de Villanueva i sant Lluís Bertran. Aquestes en la reforma de 1906 es retiraren, i anys més tard es recol·locaren al pont de la Trinitat.